# Rhadinopsylla cedestis
Rhadinopsylla cedestis är en loppart som beskrevs av Rothschild 1913. Rhadinopsylla cedestis ingår i släktet Rhadinopsylla och familjen mullvadsloppor. Inga underarter finns listade i Catalogue of Life.